# Otto Jochum
Otto Jochum   (Babenhausen, 18 de març de 1898 - Bad Reichenhall, 24 d'octubre de 1969) fou un compositor, director coral i educador musical alemany. Va ser influent a Augsburg, on va ser organista a St. Georg des de 1922, director d'una Singschule per a l'entrenament vocal des de 1933, fundant un seminari per a educadors vocals el 1935 i un cor municipal el mateix any. També va ser director del Conservatori d'Augsburg des de 1938. Després de la Segona Guerra Mundial, va ser director musical municipal a Augsburg.
Jochum va compondre majoritàriament obres corals. El seu oratori Der jüngste Tag va ser guardonat amb la "Deutscher Staatspreis" de composició el 1932, rebent reconeixement nacional. Va compondre la majoria de les seves obres després de retirar-se el 1951.

## Biografia
Jochum va néixer a Babenhausen, fill d'un professor catòlic, organista, mestre de cor i director de l'orquestra i la societat de teatre. Ell i els seus germans menors Mathilde, Eugen i Georg Ludwig van rebre instruccions musicals primerenques. Va aprendre a tocar el violí, el violoncel, el piano, l'orgue i la percussió. El seu pare també els va instruir en contrapunt. Es va formar per ser professor al seminari "Lehrerbildungsanstalt" de Lauingen. Va haver de servir a l'exèrcit durant la Primera Guerra Mundial de 1916 a 1918. Tornant després de la guerra, va treballar al seminari des de 1919 i a una escola d'Augsburg de 1920 a 1933. Va compondre una cantata Babenhauser Totentanz (Babenhausen Danse Macabre) sobre set imatges de l'església de Babenhausen el 1920.
Jochum va estudiar composició de 1922 a 1928 al Conservatori d'Augsburg amb Fritz Klopper i Heinrich Kaspar Schmid.V De 1928 a 1931, va estudiar a la "Musikhochschule München" amb Joseph Haas, mentre encara treballava a Augsburg. Allà, també va ser organista al St. Georg i va dirigir cors laics. El seu oratori Der jüngste Tag va ser guardonat amb el "Deutscher Staatspreis" el 1932. El 1933, també esdevingué director de la Singschule de formació vocal, succeint al seu fundador Albert Greiner. Va fundar el 1935 un "Singschullehrerseminar" associat, que formava professors. Va fundar el "Städtischer Chor", el cor municipal, el mateix any. L'1 de maig de 1937, Jochum va ser admès al Partit Nazi a petició seva (número de soci: 5.346.623). El 1938, també esdevingué director del Conservatori d'Augsburg. Les seves composicions publicades en aquella època estan influenciades per l'esperit de l'època: Vaterländische Hymne, Flamme empor i Ich bin ein deutsches Mädchen. El 1938, va compondre Unser Lied: Deutschland!, un himne popular basat en paraules d'Arthur Maximilian Miller. La seva obra de Nadal, Ein Weihnachtssingen, amb partitura per a solistes, cor i orquestra, es va estrenar a Augsburg el 1942.
Després de la Segona Guerra Mundial, Jochum va ser mestre de cor del "Jochum-Choir", que va fundar el 1947, i director musical municipal a Augsburg. Es va retirar el 1951 per motius de salut, i va viure com a compositor independent a Bieberbach, prop de Bad Reichenhall, on va compondre la major part de la seva música. Va deixar principalment obres corals, que inclouen més de 100 motets, 16 misses, quatre oratoris, dues simfonies (que va dedicar a Goethe i Bruckner), un quartet de corda així com cicles de cançons i cantates. Va publicar nombrosos arranjaments de "Volkslieder". Als 60 anys, va escriure una memòria de la seva joventut, titulada Besinnliches und Ergötzliches aus meiner Jugendzeit.
Jochum va morir a Bad Reichenhall als 71 anys. Va ser enterrat al cementiri de la seva ciutat natal, Babenhausen. La seva primera cantata Babenhauser Totentanz es va estrenar després de la seva mort el 1978.

## Premis
- 1932: Premi estatal alemany de composició per a Der jüngste Tag[1]
- 1958: Anell d'Honor d'Or de Babenhausen[2]
- 1959: Ordre del Mèrit de la República Federal d'Alemanya[4]
- 1968: insígnia de Schiller de Mannheim[7]
- 1976: Primer guardó d'una "Medalla Otto Jochum" que porta el seu nom per Schwäbisch-Bayerischer Sängerbund, a personalitats que han prestat serveis destacats a l'escena coral de Suàbia[4]